# Општина Салард (Бихор)
Салард (рум. Sălard) општина је у Румунији у округу Бихор.
Oпштина се налази на надморској висини од 105 m.